# L'uomo della pioggia
L'uomo della pioggia (The Rainmaker) è un romanzo scritto nel 1995 da John Grisham, autore di gialli giudiziari.
Nel 1997 ne è stato tratto l'omonimo film.

## Trama
Al protagonista, Rudy Baylor, giovane avvocato di Memphis, si presentano due casi: il primo riguardante un'anziana signora che sostiene di voler donare il proprio patrimonio milionario ad un telepredicatore, e il secondo riguardante un giovane malato terminale di leucemia, di nome Donny Ray. Poiché l'assicurazione Great Eastern non intende pagare le spese necessarie al trapianto di midollo osseo che potrebbe salvare il giovane Donny Ray, Rudy Baylor decide insieme alla madre del ragazzo, Dot, di fare causa alla compagnia di assicurazioni. La società Great Eastern schiera un pool di avvocati di prim'ordine mentre il giovane Rudy ha dalla sua solo il suo assistente, Deck Shifflet, che si spaccia per avvocato senza mai aver passato il relativo esame di abilitazione. Parallelamente al processo Rudy conosce una giovane donna, Kelly Riker, vittima di continui abusi da parte del marito alcolizzato, della quale finisce per innamorarsi spinto dal desiderio di salvarla.

## Personaggi principali
- Rudy Bailor: avvocato
- Colleen "Birdie" Birdsong: anziana signora, affittuaria di Rudy
- Deck Shifflet: paralegale, socio di Rudy
- Kelly Riker: giovane donna
- Leo F. Drummond: avvocato difensore della Great Eastern
- Tyrone Kipler: giudice

## Personaggi secondari
- Booker Kane: avvocato, amico di Rudy
- Bennie "Prince" Thomas: malavitoso
- J. Lyman "Bruiser" Stone: avvocato di Prince
- Cliff Riker: marito di Kelly
- Max Leuberg: professore di legge
- Jackie Lemancyzk: ex dipendente della Great Eastern

## Edizioni
- John Grisham, L'uomo della pioggia, traduzione di Roberta Rambelli, collana Oscar bestsellers, Arnoldo Mondadori, 1997,  pp. 535, cap. 53, ISBN 978-88-04-42301-0.